# Варзеа-Бранка

Варзеа-Бранка на карте штата.

Варзеа-Бранка (порт. Várzea Branca) — муниципалитет в Бразилии, входит в штат Пиауи. Составная часть мезорегиона Юго-запад штата Пиауи. Входит в экономико-статистический микрорегион Сан-Раймунду-Нонату. Население составляет 4913 человек на 2010 год. Занимает площадь 450,755 км². Плотность населения — 10,90 чел./км².

## Демография
Согласно сведениям, собранным в ходе переписи 2010 г. Национальным институтом географии и статистики (IBGE), население муниципалитета составляет:
| Полное население                               | Полное население                               | Полное население                               | Полное население                               | 4913  |
| ---------------------------------------------- | ---------------------------------------------- | ---------------------------------------------- | ---------------------------------------------- | ----- |
| в том числе:                                   | Городское население                            | 1147                                           | Процент городского населения, %                | 23,35 |
|                                                | Сельское население                             | 3766                                           | Процент сельского населения, %                 | 76,65 |
|                                                | Мужское население                              | 2498                                           | Процент мужского населения, %                  | 50,84 |
|                                                | Женское население                              | 2415                                           | Процент женского населения, %                  | 49,16 |
| Плотность населения, чел/км²                   | Плотность населения, чел/км²                   | Плотность населения, чел/км²                   | Плотность населения, чел/км²                   | 10,90 |
| Население муниципалитета в % к населению штата | Население муниципалитета в % к населению штата | Население муниципалитета в % к населению штата | Население муниципалитета в % к населению штата | 0,16  |

По данным оценки 2016 года, население муниципалитета составляет 4889 жителей.

## Статистика
- Валовой внутренний продукт на 2003 год составляет 6 278 727,00 реалов (данные: Бразильский институт географии и статистики).
- Валовой внутренний продукт на душу населения на 2003 год составляет 1114,24 реалов (данные: Бразильский институт географии и статистики).
- Индекс развития человеческого потенциала на 2000 год составляет 0,549 (данные: Программа развития ООН).